# Adel al-Jubayr
Adel bin Ahmad al-Jubayr (in arabo عادل بن أحمد الجبير‎?; al-Majma'a, 1º febbraio 1962) è un diplomatico e politico saudita, dal 27 dicembre 2018 ministro di Stato per gli affari esteri. È la seconda persona non appartenente alla dinastia saudita a ricoprire la carica, dopo Ibrāhīm bin ʿAbd Allāh al-Suwaiyel che fu il primo. In precedenza è stato ambasciatore saudita negli Stati Uniti e consigliere di politica estera di re ʿAbd Allāh.

## Primi anni di vita e formazione
ʿĀdil al-Jubayr è nato ad al-Majma'a, nella provincia di Riyad. Essendo anche il padre un diplomatico ha frequentato le scuole in Arabia Saudita, Germania, Yemen, Libano e Stati Uniti. Ha ottenuto una laurea summa cum laude in scienze politiche ed economia alla University of North Texas nel 1982 e un master in relazioni internazionali all'Università di Georgetown nel 1984.

## Carriera diplomatica
Nel 1987, ʿĀdil al-Jubayr è entrato nel servizio diplomatico saudita e nella Reale Ambasciata dell'Arabia Saudita a Washington, dove ha lavorato come assistente speciale dell'allora ambasciatore Bandar bin Sultan Al Sa'ud. Nel 1991, durante la prima guerra del Golfo, ʿĀdil al-Jubayr divenne portavoce del governo del suo paese. Nel 1990-91, ha fatto parte della squadra saudita che ha istituito il Joint Information Bureau a Dhahran, una città della provincia di al-Sharqiyya, durante le operazioni Desert Shield e Desert Storm. È stato membro della delegazione del Consiglio di cooperazione del Golfo alla Conferenza di Pace di Madrid dell'ottobre 1991 e membro della delegazione saudita per il controllo dei colloqui multilaterali a Washington nel 1992. Nel dicembre dello stesso anno, è stato inviato con le Forze Armate dell'Arabia Saudita in Somalia come parte dell'Operazione Restore Hope.
ʿĀdil al-Jubayr è stato membro della delegazione saudita presso l'Assemblea Generale delle Nazioni Unite e diplomatico in visita presso il Council on Foreign Relations di New York nel 1994-1995. Durante la sua permanenza presso l'ambasciata saudita, al-Jubeir ha sviluppato forti legami con il Congresso, l'Amministrazione, i media e i principali think tank della capitale. Nel 2000, ʿĀdil al-Jubayr è diventato direttore dell'ufficio delle informazioni saudite e degli affari congressuali dell'ambasciata. Alla fine di quell'anno, è stato nominato consigliere per gli affari esteri presso la corte del principe ereditario. Nell'agosto del 2005, re ʿAbd Allāh, da poco asceso al trono, lo ha nominato consigliere della corte reale.
Dopo gli attentati dell'11 settembre 2001, ʿĀdil al-Jubayr è tornato negli Stati Uniti per affrontare le molte domande e critiche che il regno stava subendo. Egli è così diventato il volto del suo paese grazie a centinaia di apparizioni televisive, interviste con i media e visite a più di venticinque città in tutta la nazione, in cui ha parlato con il World Affairs Councils of America, università, organizzazioni civiche, istituzioni commerciali e altri gruppi interessati agli eventi in corso e allo stato delle relazioni tra i due paesi.
Il 29 gennaio 2007 ʿĀdil al-Jubayr è stato nominato ambasciatore negli Stati Uniti d'America, con rango di ministro. In qualità di ambasciatore, ʿĀdil al-Jubayr ha focalizzato i suoi sforzi sul rafforzamento delle relazioni bilaterali con la costruzione di legami attraverso i dipartimenti governativi di entrambi i paesi. Un altro settore chiave al centro dell'attenzione è stato il benessere dei cittadini sauditi che vivono negli Stati Uniti. Altri problemi di messa includevano la lotta al terrorismo, la pace e la sicurezza regionali, gli scambi bilaterali, lo scambio culturale e il dialogo interreligioso. Prima di diventare ambasciatore, è stato determinante nello stabilire e mantenere il dialogo strategico tra i due paesi, essendo lo strumento di mediazione tra re ʿAbd Allāh e il presidente George W. Bush per istituzionalizzare i rapporti tra le due nazioni e approfondire il coordinamento su questioni strategiche, politiche ed economiche.
Come ambasciatore, ʿĀdil al-Jubayr è tornato spesso in patria per consultazioni con il sovrano e gli altri funzionari sauditi di alto livello. È stato regolarmente visto con il re in incontri con i leader mondiali e lo ha accompagnato in molte visite di stato tra cui in Oman, Cina, India, Pakistan, Malaysia nel 2006; Germania, Italia, Turchia, ed Egitto nel 2007; al vertice del G20 di Londra e al vertice arabo di Doha nel 2009 e del G20 di Toronto l'anno dopo.
ʿĀdil al-Jubayr faceva parte della delegazione che ha accompagnato re ʿAbd Allāh nella sua visita in Vaticano nel novembre del 2007, dove ha incontrato papa Benedetto XVI. Questo è stato il primo incontro tra un monarca saudita e un papa. Nel luglio 2008, il sovrano ha convocato un convegno inter religioso a Madrid, che ha riunito le principali figure di Islam, ebraismo, cristianesimo, induismo, buddismo, scintoismo e confucianesimo per rafforzare i valori comuni condivisi dalle loro rispettive fedi.
Nel novembre del 2007, ha accompagnato il ministro degli esteri Sa'ud bin Faysal bin Abd al-Aziz Al Sa'ud nella riunione dei ministri degli esteri della Lega araba a Il Cairo in preparazione della Conferenza di pace di Annapolis. Inoltre, nello stesso mese, ha fatto parte della delegazione saudita di quell'incontro.
Durante il suo mandato come ambasciatore, l'Arabia Saudita e gli Stati Uniti hanno firmato una serie di accordi bilaterali in settori chiave, tra cui cooperazione nucleare civile, servizi per gli accordi di sicurezza avanzati, politiche di visti reciproci, salute e medicina, cooperazione scientifica e tecnologica, tra gli altri. I due paesi hanno anche stabilito due Joint Task Forces, uno per combattere i terroristi e un altro per cotrastare il finanziamento del terrorismo. Gli esperti di entrambi i governi e i militari hanno lavorato fianco a fianco, condividendo in tempo reale informazioni sulle reti terroristiche.
Nell'ottobre 2010, l'intelligence saudita ha fornito informazioni chiave ai funzionari americani per sventare un complotto terroristico che coinvolgeva pacchi bomba diretti verso gli Stati Uniti dallo Yemen. Le bombe sono state trovate e disinnescate prima che raggiungessero gli obiettivi prefissati. Secondo alcune fonti, un agente doppiogiochista in Yemen è stato la fonte della soffiata.
ʿĀdil al-Jubayr ha migliorato l'attenzione dell'ambasciata sui suoi legami con il Congresso degli Stati Uniti, attraverso ampie riunioni e briefing con i membri delle assemblee e del personale, nonché visite più facili nel regno. Nella primavera del 2007, la presidente della Camera Nancy Pelosi ha visitato il regno con una delegazione del Congresso, la prima visita di un alto ufficiale del potere legislativo. Inoltre, è aumentato notevolmente il ritmo delle visite di alti funzionari degli Stati Uniti, vi sono state infatti: due visite del Presidente Bush, più visite dal vicepresidente Dick Cheney e le due visite dal presidente Obama nel 2009 e nel 2014. Altre visite sono state compiute dai consulenti della sicurezza nazionale James L. Jones e Thomas Donilon, dai segretari di Stato Hillary Clinton e John Kerry; dai segretari del tesoro Henry Paulson e Timothy Geithner; dal segretario per l'energia Steven Chu; dai segretari della difesa Robert Gates, Leon Panetta e Chuck Hagel; dai comandanti generali del CENTCOM generali David Petraeus, James Mattis e Lloyd J. Austin III; dal direttore dell'FBI Robert Mueller; dal consigliere per la sicurezza interna John O. Brennan; dagli inviati speciali George J. Mitchell, Dennis Ross, Richard Holbrooke e da un gran numero di altri funzionari di gabinetto.
Viceversa, anche gli Stati Uniti sono stati visitati da alti funzionari sauditi dal 2007, in primis da re ʿAbd Allāh a novembre 2008 e luglio 2010. In aggiunta, ci sono state una serie di visite del ministro degli Esteri, principe Sa'ud bin Faysal, dell'allora ministro della Difesa e ora re Salman bin Abd al-Aziz, del ministro dell'Interno, principe Muhammad bin Nayef, ora vice Primo ministro, del principe Muqrin bin 'Abd al-'Aziz, del ministro del Petrolio e delle Risorse Minerarie Ali bin Ibrahim al-Na'imi, del ministro delle Finanze, Ibrahim al-Assaf, dell'allora governatore dell'Agenzia Monetaria saudita Muhammed Al-Jasser, del ministro del Commercio, Abd Allah Alireza, del presidente della Commissione per il Turismo e le Antichità, principe Sultan bin Salman e del ministro dell'Istruzione Superiore dr. Khalid al-Angary.
Oltre alle visite di funzionari del governo, ci sono stati numerosi incontri tra delegazioni commerciali da e per entrambi i paesi, così come scambi accademici, comprese le visite da parte del capo del Comitato per i diritti umani e di diverso membri del Majlis al-Shura.
Queste visite riflettono l'ampiezza e la profondità delle relazioni tra gli Stati Uniti e l'Arabia Saudita.
ʿĀdil al-Jubayr ha servito come ministro accompagnatore per i presidenti George W. Bush e Barack Obama nelle loro visite nel Regno.
Il 3 giugno 2009, il presidente degli Stati Uniti Barack Obama si è recato a Riad, per una visita ufficiale di due giorni in Arabia Saudita. Il presidente Obama è stato accolto da re ʿAbd Allāh, dal secondo vice primo ministro principe Nayef bin 'Abd al-'Aziz e dall'ambasciatore ʿĀdil al-Jubayr al suo arrivo all'Aeroporto Internazionale di Riyad-Re Khalid.
Durante la sua visita nel paese, il presidente Obama ha dichiarato che ha scelto l'Arabia Saudita come prima tappa del suo viaggio in Vicino Oriente, perché il Regno è un alleato chiave e la culla dell'Islam. Il presidente e il re Abd Allah si sono incontrati e hanno guidato i colloqui bilaterali nella sua tenuta di al-Janadriyya, alla periferia della capitale. Le loro discussioni, si sono concentrate sugli sviluppi regionali e internazionali e sulle relazioni bilaterali tra i due paesi. Il sovrano ha decorato il presidente Obama con il Collare dell'Ordine del re Abd al-Aziz, il più alto riconoscimento del regno elargito ai capi di Stato.
Il 29 giugno 2010, ʿĀdil al-Jubayr ha partecipato a un incontro tra re ʿAbd Allāh e il presidente degli Stati Uniti Barack Obama a Washington. I due hanno discusso su una vasta gamma di questioni di reciproco interesse e preoccupazioni comuni.
L'8 gennaio 2011, ha partecipato ad una riunione a New York tra il sovrano, il segretario di Stato Hillary Clinton e l'ex presidente degli Stati Uniti Bill Clinton, così come tra il re e il presidente francese Nicolas Sarkozy e il segretario generale delle Nazioni Unite Ban Ki-moon.
Nel 2007, ha guidato la delegazione del regno alla conferenza sulla legge dei mari alle Nazioni Unite. Due anni dopo, si è incontrato con il Segretario Generale delle Nazioni Unite Ban Ki-moon per discutere della situazione in Darfur e nel mese di luglio, ha guidato la delegazione saudita alla riunione di alto livello delle Nazioni Unite sulla gioventù.

### Sviluppi durante il mandato come ambasciatore
Nel 2012, l'ambasciata degli Stati Uniti e i consolati nel Regno ha emesso più di 90 000 visti ai cittadini sauditi. L'ambasciata saudita a Washington e i consolati degli Stati Uniti hanno emesso più di 70 000 visti. Questi sono numeri storicamente elevati. A seguito di un accordo raggiunto nel maggio 2008, i due paesi hanno deciso di rilasciare per cinque anni visti per ingressi multipli ai cittadini di entrambi i paesi. Nel maggio del 2013, l'Arabia Saudita e gli Stati Uniti hanno firmato un accordo bilaterale sui servizi aerei volto ad attuare una politica di cieli aperti tra i due paesi. Di conseguenza, i vettori americani hanno potuto espandere i servizi nel regno e la Saudi Arabian Airlines ha aumentato la frequenza dei suoi voli verso gli Stati Uniti.
L'ex ambasciatore degli Stati Uniti in Arabia Saudita, James B. Smith ha dichiarato: "I nuovi tipi di visti a scienziati stranieri ed esperti, così come lo scambio di studenti nel campo scientifico, aprono le porte alla gente dell'Arabia Saudita per imparare da altri paesi e al mondo per imparare dall'Arabia Saudita."
L'Arabia Saudita è il 10° partner commerciale degli Stati Uniti. Gli investimenti tra i due Paesi vedono in ballo numeri da record. Gli Stati Uniti sono la prima fonte di investimenti diretti esteri nel regno. Continuano a fiorire partenariati strategici tra l'Arabia Saudita e gli Stati Uniti. Nel 2010, Alcoa e Arabia Ma'aden hanno firmato un contratto del valore di circa 15 miliardi di dollari per la costruzione del più grande complesso di raffinazione e fusione di alluminio del mondo nel regno. Nel 2011, Saudi Aramco e Dow Chemical Company hanno approvato la costituzione di una joint venture per la costruzione e gestione di un complesso chimico completamente integrato nella Jubail Industrial City, del valore di 20 miliardi di dollari. Nel 2013, il fondo di investimento pubblico del governo saudita ha firmato un contratto con Fluor per la gestione del progetto della linea ferroviaria Riyad-Gedda da 7 miliardi di dollari. Nello stesso anno, un consorzio comprendente, tra le alte, Bechtel e Salini Impregilo è stato selezionato per il progetto multimiliardario della metropolitana di Riyad. Anche l'Arabia Saudita è un grande investitore nell'economia degli Stati Uniti.

#### Trasferimenti di armi
Nel 2008, il regno ha acquistato il sistema JDAM. Nel dicembre del 2011, gli Stati Uniti e l'Arabia Saudita hanno stipulato un contratto per pacchetti di difesa che includono aerei da combattimento F-15 e aggiornamenti per 70 aerei esistenti, così come munizioni, pezzi di ricambio, formazione, manutenzione e logistica. La vendita ha raggiunto un valore di 29,4 miliardi di dollari.

#### Trama di assassinio del 2011
L'11 ottobre 2011, le autorità statunitensi hanno accusato elementi all'interno dell'esecutivo iraniano di tramare per assassinare l'ambasciatore ʿĀdil al-Jubayr. Il presidente Obama ha contattato ʿĀdil al-Jubayr quello stesso giorno per esprimere la solidarietà del suo paese, riferendosi allo sventato assassinio come una "flagrante violazione del diritto internazionale degli Stati Uniti." L'imputato, Mansour Arbabsiar, ha confessato e il 30 maggio 2013 è stato condannato dal tribunale federale di New York a 25 anni di carcere.

## Carriera politica

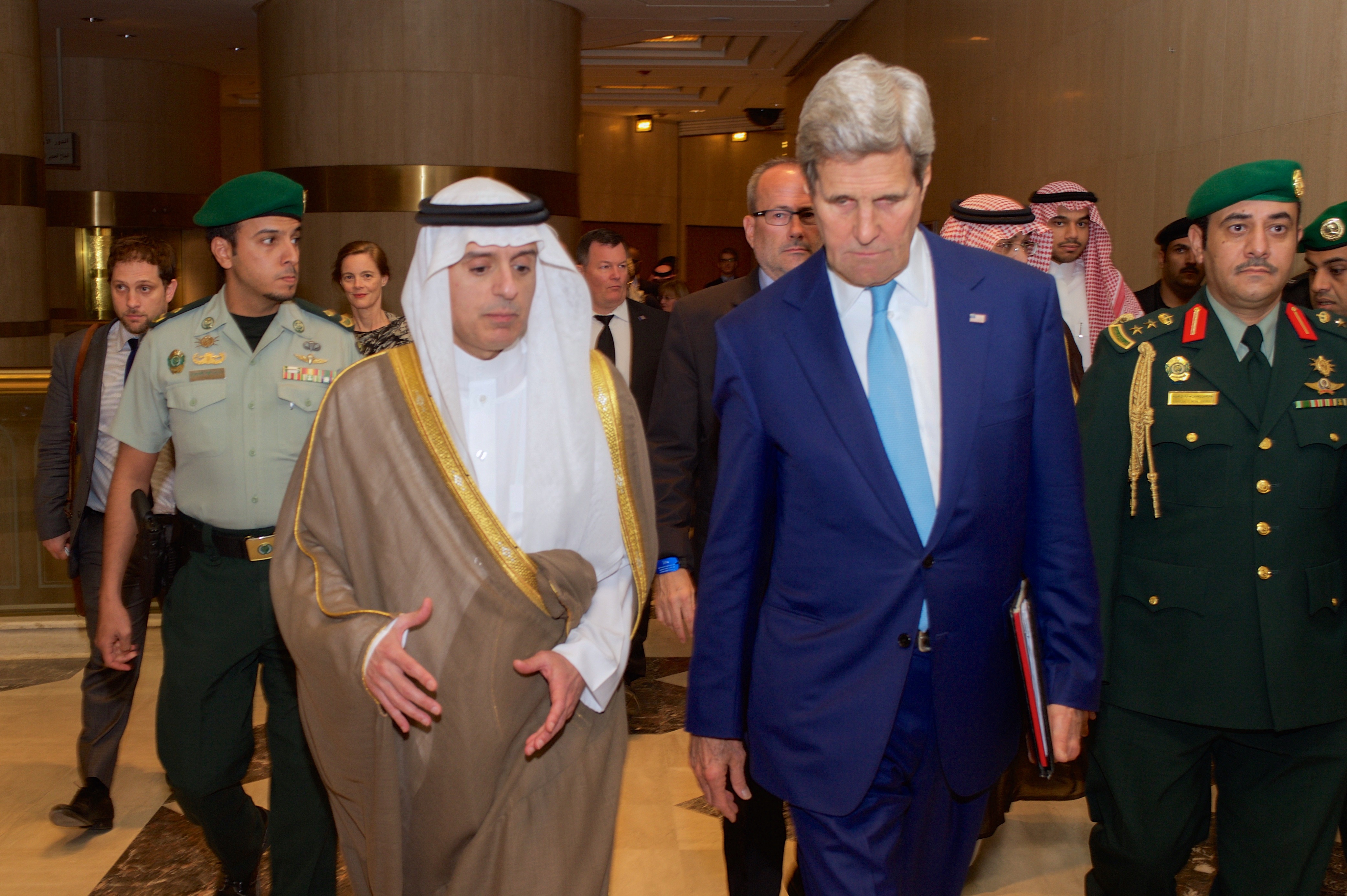
Con John Kerry, segretario di Stato, a Riyad il 6 maggio 2015.

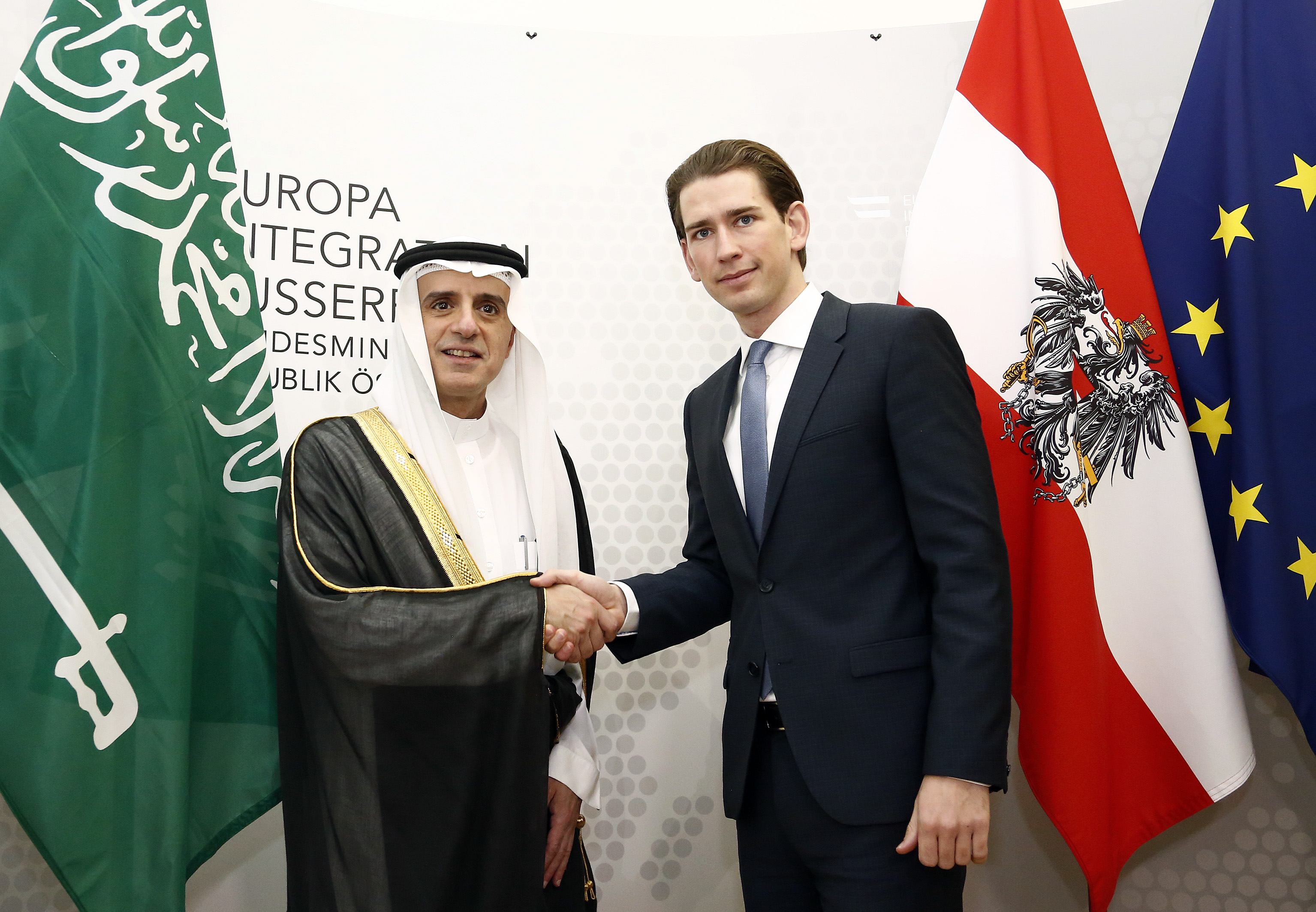
Con il ministro degli Esteri austriaco Sebastian Kurz.

Il 29 aprile 2015, è stato nominato ministro degli Affari Esteri dal nuovo re Salmān. Egli è il secondo cittadino comune a ricoprire l'incarico.
Il 27 dicembre 2018 re Salmān lo ha nominato ministro di Stato per gli affari esteri. Gli è succeduto Ibrahim Abd al-Aziz Al-Assaf.

### Accordo nucleare con l'Iran
Parlando del programma nucleare dell'Iran ʿĀdil al-Jubayr ha detto che il piano d'azione comune globale sembra avere le disposizioni necessarie per limitare la capacità dell'Iran di ottenere un'arma nucleare. Ha detto ai giornalisti che il regno è stato rassicurato da Washington, mentre le consultazioni continuavano circa l'affare, che ha detto prevede ispezioni efficaci, e la possibilità di sanzioni SNAP-back se l'Iran violi l'accordo. A Washington, nel luglio del 2015 ha affermato: "Siamo attualmente in trattative con il governo americano per quanto riguarda questi particolari, ma [l'accordo] sembra in generale di aver raggiunto questi obiettivi".

### Coinvolgimento russo in Siria
Dopo l'intervento russo nella guerra civile siriana a sostegno del presidente siriano Bashar al-Assad, ʿĀdil al-Jubayr ha dichiarato: "Non c'è futuro per Assad in Siria". Egli ha precisato che se il presidente non si sarebbe dimesso come parte di una transizione politica, il suo paese avrebbe abbracciato l'opzione militare, che comunque sarebbe finita con la rimozione di al-Assad dal potere".

### Rimozione di Assad
"Bashar al-Assad lascerà - non hanno alcun dubbio al riguardo", ha affermato alla CNN. "Lo farà lui oppure sarà rimosso con la forza da un processo politico." L'Arabia Saudita ha inviato truppe e aerei da combattimento ad una base militare turca in vista di una possibile invasione da terra della Siria. ʿĀdil al-Jubayr ha detto che il suo paese è disposto a contribuire con truppe terrestri per la lotta in Siria, ma solo come parte di una coalizione guidata dagli Stati Uniti. Ha aggiunto: "Ci impegneremo il più possibile per garantire che il processo politico funzioni, ma se questo non funziona, sarà a causa dell'ostinazione del regime siriano e dei suoi alleati."

## Vita personale
ʿĀdil al-Jubayr è sposato con Farah al-Fayez, di cui ha adottato le sue due figlie gemelle, Haya e Ayah, avute con il suo defunto primo marito. Dall'unione sono nati due figli.

## Riconoscimenti
Nel dicembre del 2002, ʿĀdil al-Jubayr è stato scelto come Persona della settimana da TIME. Ha tenuto conferenze presso università e istituzioni accademiche negli Stati Uniti e appare spesso nei media.
Nel 2006, ha ricevuto una laurea honoris causa in lettere presso l'University of North Texas.
Nel 2009, ha ricevuto il Premio ambasciatore dell'anno dalla Camera di Commercio degli Stati Uniti-Arabia per i suoi contributi alle relazioni tra il suo paese e gli Stati Uniti.
Nel 2011, gli è stato assegnato il Premio per la realizzazione diplomatica da parte del Consiglio nazionale delle relazioni arabo-statunitensi.